# Einlaufbauwerk Langenzersdorf
Das Einlaufbauwerk Langenzersdorf ist die erste der drei Wehranlagen in der Neuen Donau und befindet sich nördlich von Wien bei Stromkilometer 1938,06 (vgl. Donau#Kilometrierung). Hier zweigt die Neue Donau von der Donau ab. Für Fußgänger und Radfahrer stellt es außerdem eine Verbindung zwischen Langenzersdorf und der Donauinsel her.
Gebaut wurde das Einlaufbauwerk 1975 im Zuge der Wiener Donauregulierung gemeinsam mit der Neuen Donau und der Donauinsel.
Bei Hochwasser auf der Donau werden die Wehre des Einlaufbauwerks geöffnet und das Wasser in die Neue Donau geleitet, um Überschwemmungen zu verhindern. Dies hat für gewöhnlich ein bis zu einige Wochen dauerndes Badeverbot für die Neue Donau zur Folge, bis das Wasser wieder Badewasserqualität hat.
Die Kapazität der Donau und der Neuen Donau betragen hier zusammen 14.000 m³/s. 8.000 m³/s entsprechen hier einem Pegelstand von 7 Meter, beim „Jahrhunderthochwasser“ 2002 waren es 10.000 m³/s.

## Weblinks

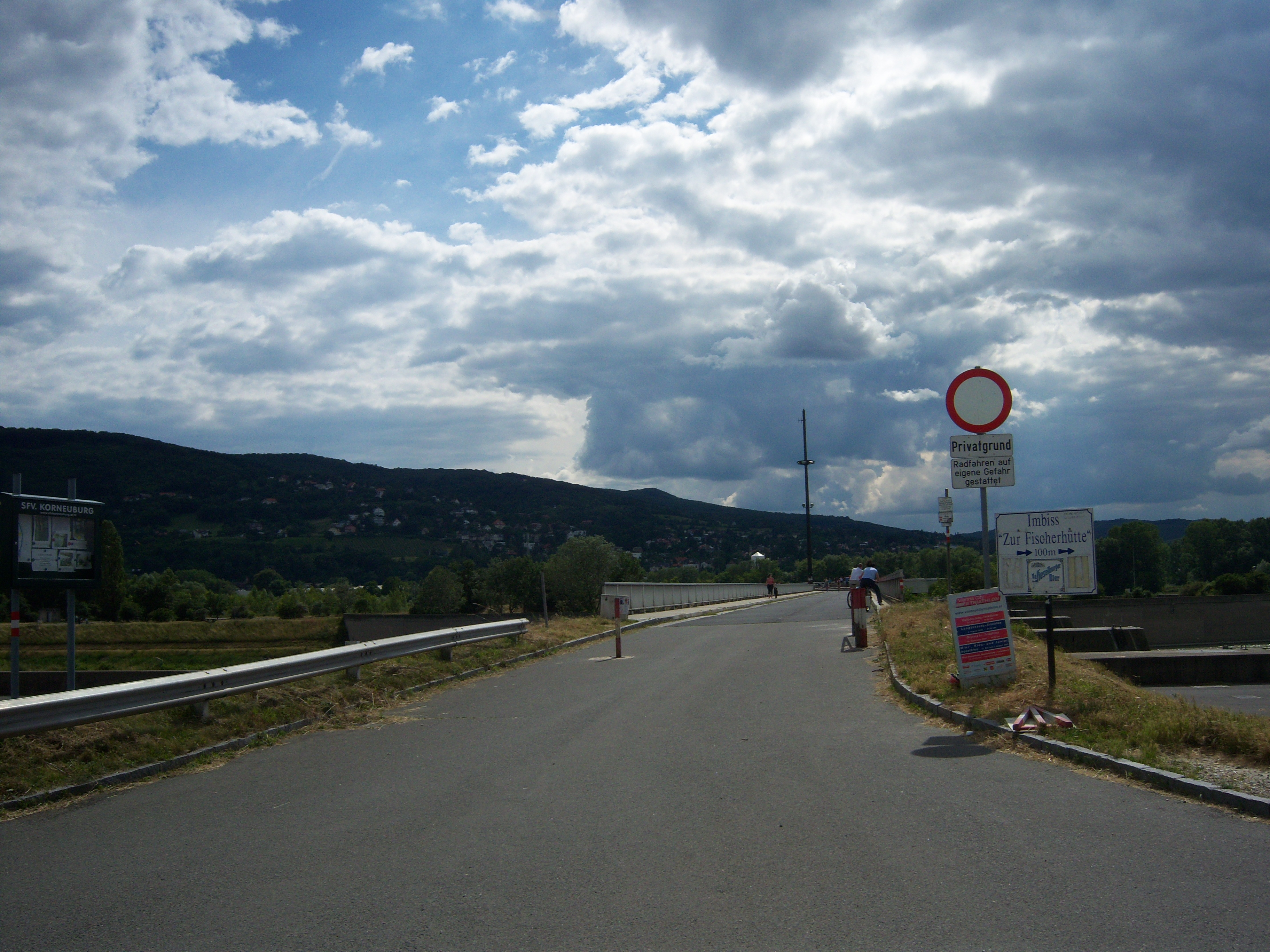
Rampe zum Einlaufbauwerk